# آبشار لور قانقری
آبشار لور قانقری (به انگلیسی: Lower Ghaghri Falls) آبشاری است که در جارکند، هند واقع شده و ارتفاع کلی ریزشگاه آن ۹۸ متر (۳۲۲ فوت) است.